# María Guadalupe Martínez de Hernández Loza
María Guadalupe Martínez de Hernández Loza (Guadalajara, Jalisco, 11 de febrero de 1906-2002) fue una sindicalista y política mexicana, miembro del Partido Revolucionario Institucional (PRI). Fue diputada local y federal y líder de organizaciones sindicales en el estado de Jalisco.

## Biografía
Estudio la educación primaria en la escuela Josefa Ortiz de Domínguez de Guadalajara y la secundaria en la Escuela Normal de Jalisco, misma de donde egresó como maestra normalista, también tuvo estudios de Trabajo Social en la Universidad de Guadalajara. Fue maestra de primaria, de secundaria y en Escuela Secundaria para Obreros, además de directora de la Escuela Urbana No. 47 de Guadalajara.
Fue cofundadora junto a su esposo Heliodoro Hernández Loza de la Federación de Trabajadores de Jalisco, misma en que la ocupó los cargos de secretaria de Acción Social, y de Prensa y Propaganda; y de Acción Política en la Federación Femenil de la Confederación de Trabajadores de México (CTM). Su padre, David Martínez, fue uno de los fundadores de la Casa del Obrero Mundial en Jalisco.
Ocupó los cargos de directora de Acción Femenil y presidenta del comité estatal del PRI en Jalisco, así como oficial mayor del Departamento CUltura del gobierno del estado. Fue elegida diputada federal en dos ocasiones por el Distrito 2 de Jalisco; la primera a la XLIV Legislatura de 1958 a 1961 y la segunda a la XLVIII de 1970 a 1973; en esta última fue integrante de las comisiones de Educación Pública; y, de Bienestar Social. 
De 1976 a 1979 fue diputada a la XLVIII Legislatura del Congreso del Estado de Jalisco por el distrito 2 local y en la que llegó a ser presidenta del Congreso. De 1976 a 1982 fue además senadora suplente en primera fórmula por Jalisco, siendo propietario José María Martínez Rodríguez, pero nunca fue llamada a ejercer la senaduría en propiedad.
Tras ello, se retiró de la política activa, pero continuó siendo un referente en el PRI y en la Federación de Trabajadores de Jalisco. Falleció en el año 2002.